# 1648.
◄ | 16. stoljeće | 17. stoljeće | 18. stoljeće | ►
◄ | 1610-ih | 1620-ih | 1630-ih | 1640-ih | 1650-ih | 1660-ih | 1670-ih | ►
◄◄ | ◄ | 1645. | 1646. | 1647. | 1648. | 1649. | 1650. | 1651. | ► | ►►
Arhitektura • Astronomija • Glazba • Kazalište • Kiparstvo • Knjige • Književnost • Kršćanstvo • Medicina • Politika • Pravo • Promet • Slikarstvo • Znanost

## Događaji
- Završetak Tridesetogodišnjeg rata.
- Franjevci zbog straha od turske odmazde napustili Visovac i smjestili se u Šibenik u oko tzv. palače Foscolo – začetak samostana sv. Lovre.[1]

## Smrti
- 31. srpnja – Vuk Mandušić, hrvatski ratni zapovjednik u borbi protiv Osmanlija
- 1. prosinca — Cvijeta Zuzorić, književnica (* 1552.)

## Vanjske poveznice
|  | Zajednički poslužitelj ima još gradiva o temi 1648. |